# Cheirogaleus crossleyi
El lémur enano de orejas peludas (Cheirogaleus crossleyi) es una especie de lémur, como todas, endémica de Madagascar. Su pelaje es de color rojo-marrón en su zona dorsal, y gris en la ventral. Tiene anillos negros alrededor de los ojos, y orejas negras por dentro y por fuera. Su fórmula dental es 2:1:3:3, en ambas mandíbulas